# مارگیت نوردین
الن مارگیت اینگرید نوردین (سوئدی: Ellen Margit Ingrid Nordin؛ ۱۰ اوت ۱۸۹۷، کارلستا - ۳ مه ۱۹۸۲، سلتشوبدن، استکهلم) یک زن اسکی‌باز، فیزیوتراپ، و مربی ژیمناستیک اهل سوئد بود. او بیشتر به عنوان اولین شرکت کنندهٔ زن در مسابقه اسکی سوئدی واسالوپت (Vasaloppet) در سال ۱۹۲۳ شناخته می‌شود. پس از این تاریخ، تا سال ۱۹۸۱، شرکت زنان در این مسابقات ممنوع بود.

## زندگی
نوردین به عنوان فیزیوتراپیست در گرنجسبرگ سوئد کار می‌کرد و روزانه برای دیدن بیمارانش چندین مایل پیاده یا با اسکی طی می‌کرد. در نتیجهٔ این سفرها، او در فرم بدنی بسیار خوبی بود و تصمیم گرفت سطح آمادگی جسمانی خود را آزمایش کند.
او برای دومین مسابقه سالانه واسالوپت، بزرگ‌ترین مسابقه اسکی صحرانوردی جهان ثبت نام کرد، فقط به این دلیل که می‌خواست بداند آیا می‌تواند ۹۰ کیلومتر را اسکی کند یا خیر. روزنامه‌نگاران ورزشی اوایل دهه ۱۹۰۰ با تعجب شنیدند که یک زن برای این مسابقه ثبت نام کرده، اما هیچ قانونی علیه آن وجود نداشت. این مسابقه طاقت‌فرسا به عنوان یک آزمون مردانگی در نظر گرفته می‌شد و آنها پیش‌بینی نمی‌کردند که یک زن بخواهد به آن بپیوندد.
مقامات مسابقه با اکراه به نوردین اجازه دادند تا در مسابقه شرکت کند. در صبح روز ۴ مارس ۱۹۲۳، نوردین در صف آرایی در کنار ۱۶۰ مرد در سالن (Sälen) ایستاد و مسابقه طولانی را آغاز کرد. ده ساعت و نه دقیقه بعد، او با لبخند از خط پایان گذشت و تقدیر و تشویق پرشوری را دریافت کرد. دیگر مسابقه‌دهنده‌ها و بسیاری از مفسران ورزشی از اینکه نوردین با وجود اینکه آخر شد، با بلندترین صداها تشویق شد، عصبانی بودند. سازمان واسالوپت تنها هشت روز پس از مسابقه نوردین، زنان را از شرکت در این مسابقات منع کرد و ادعا کرد که چالش‌های ورزشی مانند این برای بدن زنان بسیار سخت است.
نوردین دیگر هرگز مسابقه نداد، اما به تنهایی به اسکی روی کوه‌های آلپ زیبا ادامه داد و بعدها مهمانخانه‌ای در نزدیکی بن آلمان افتتاح کرد. از آن زمان، زنان ورزشکار از شجاعت جسورانه او در این ورزشی الهام گرفته‌اند.
در طول سال‌هایی که زنان اجازه شرکت در مسابقات سالانه واسالوپت را نداشتند، برخی به‌صورت مخفیانه وارد کورس می‌شدند یا از نام جعلی استفاده می‌کردند و ریش یا سبیل می‌گذاشتند. پس از ۵۸ سال، در سال ۱۹۸۱، بار دیگر به زنان اجازه شرکت داده در این مسابقات داده شد. اخیراً برخی از زنان اسکی باز ابتکاری به نام گلدان مارگیت (Vasan för Margit) ایجاد کردند تا زنان بیشتری را به شرکت در واسالوپت تشویق کنند. چندین مسابقه‌دهنده در طول مسابقهٔ خود، از شمارهٔ ۱۰۳ استفاده می‌کنند تا اولین زنی که این کار را کرد، یادآوری کرده باشند و به او ادای احترام کنند.